# Mario Meniconi
Mario Meniconi (Rome, 20 mars 1912 – Rome, 15 juin 1984) est un acteur italien connu pour Roméo et Juliette, Le Géant de Métropolis et Et pour quelques dollars de plus. Il est également le frère de l'acteur Furio Meniconi. 

## Filmographie partielle
- 1948 : Le Voleur de bicyclette de Vittorio De Sica
- 1950 : Le Fils de d'Artagnan de Riccardo Freda
- 1950 : Totò Tarzan de Mario Mattoli
- 1953 : La Dame sans camélia de Michelangelo Antonioni
- 1953 : Pain, Amour et Fantaisie de Luigi Comencini
- 1954 : Roméo et Juliette de Renato Castellani
- 1954 : Pain, Amour et Jalousie de Luigi Comencini
- 1955 : Le Signe de Vénus de Dino Risi
- 1955 : Un héros de notre temps de Mario Monicelli
- 1955 : La Belle de Rome de Luigi Comencini
- 1956 : Totò, Peppino e i fuorilegge de Camillo Mastrocinque
- 1958 : La mina de Giuseppe Bennati
- 1958 : Le dritte de Mario Amendola
- 1959 : L'Ennemi de ma femme de Gianni Puccini
- 1959 : Fripouillard et Cie de Steno
- 1960 : Chacun son alibi de Mario Camerini
- 1961 : Le Géant de Métropolis d'Umberto Scarpelli
- 1961 : Constantin le Grand (Costantino il grande) de Lionello De Felice
- 1965 : À l'italienne de Nanni Loy
- 1965 : Et pour quelques dollars de plus de Sergio Leone
- 1968 : Angélique et le Sultan de Bernard Borderie
- 1968 : Zum zum zum de Sergio Corbucci et Bruno Corbucci
- 1976 : La Toubib du régiment de Nando Cicero
- 1976 : 1900 de Bernardo Bertolucci
- 1976 : Cadavres exquis de Francesco Rosi.